# Lenka Slabá
Lenka Slabá (* 9. ledna 1964 Jihlava) je česká folková zpěvačka. 
Svou kariéru zahájila jako zpěvačka a tanečnice v jihlavském souboru Vysočan. Poté spolu s Lubošem a Pavlem Malinovými zpívala v náchodské skupině Kliďánko, dále ve folkové skupině Střepy. Celorepublikově známou se stala svým působením ve skupinách Nezmaři, Spirituál kvintet, Žalman & spol. a Lenka Slabá a přátelé...
Později s manželem odešla do Kanady, kde společně setrvali osmnáct let. V kanadském Edmontonu zpívala s Jaromírem Mayerem, Jiřím Traxlerem, či kanadskými folkovými zpěvačkami Susan Crowe a Katharine Whytley. Když se v roce 2018 se vrátili do Česka, začala zpívat jako Lenka Slabá se skupinou, ve složení: Ada Vostrý, David Vostrý, Eliška Vostrý, Honza Mikulecký. V následujícím projektu pak s Lubošem Stráníkem, Zdenkem Schwagerem a Adou Vostrým jako Lenka Slabá a Triolla. Po odchodu L. Stráníka se formace ustálila a s novým členem Karlem Macálkou (klávesy, kytara, zpěv), Zdenkem Schwagrem a Adou Vostrým, dnes vystupuje pod názvem LenKa a Triola.